# Preußische Madonna
Königin Luise mit dem Prinzen Wilhelm, auch preußische Madonna genannt, war eine Statue der preußischen Königin Luise von Mecklenburg-Strelitz von Fritz Schaper (1841–1919), die im Zweiten Weltkrieg zerstört wurde.

## Geschichte
Zum Anlass des 100. Geburtstages von Kaiser Wilhelm I. am 22. März 1897 wurde die Akademie der Künste in Berlin mit einer neuen Fassade versehen. Dazu gab es eine Ausstellung, die von Kaiser Wilhelm II. eröffnet wurde. Dabei fiel dem Monarchen eine Statue seiner Urgroßmutter Luise auf. Der Bildhauer Fritz Schaper hatte sie zunächst nur in Gips ausgeführt. Sie zeigte Luise, wie sie das Kind – Wilhelm I. – demonstrativ hochhält und eine Treppe herunterschreitet.
Der Künstler wurde vom Kaiser beauftragt, die Statue in Marmor auszuführen. Der Auftrag wurde 1901 vollendet, die Statue am 10. November enthüllt. Für die überlebensgroße Marmorstatue wurde Schaper auf der Berliner Kunstausstellung 1901 die Große Goldene Medaille verliehen. Sie wurde im Treppenhaus des Pestalozzi-Fröbel-Hauses in Berlin-Schöneberg aufgestellt und in den Kriegswirren 1945 zerstört.
Die Berliner nannten die Darstellung, wegen ihrer starken Ähnlichkeit mit einer Madonnenstatue, schon 1897 die „preußische Madonna“.
Schaper stellte die Königin als „Preußens Mater Dolorosa“ dar, als Personifizierung der schmerzhaften deutschen Nationsbildung, als „Ideal der deutschen Frau und Vorbild weiblicher nationaler Identität“.
Die Statue fand großen Anklang in der wilhelminischen Gesellschaft und stand als verkleinerter Abguss aus Bronze oder Gips, gefertigt aus Elfenbein oder Marmor, in zahlreichen Häusern.